# 호소우라역
호소우라역(일본어: 細浦駅)은 일본 이와테현 오후나토시에 위치한 동일본 여객철도의 오후나토 선의 철도역이다. 단선 승강장 1면 1선의 구조를 갖춘 지상역이었으나, 2011년 동일본 대지진 피해로 인해 BRT로 대체운행되고 있다.

## 이용 현황
| 승차 인원 추이 | 승차 인원 추이 |
| 연도           | 1일 평균       |
| -------------- | -------------- |
| 2000           | 121            |
| 2001           | 102            |
| 2002           | 99             |
| 2003           | 101            |
| 2004           | 97             |
| 2005           | 91             |
| 2006           | 105            |
| 2007           | 101            |
| 2008           | 92             |
| 2009           | 88             |
| 2010           | 80             |
| 2013           | 18             |
| 2014           | 21             |
| 2015           | 29             |

## 역 주변
- 호소우라 어항

## 역사
- 1933년 12월 15일 : 개업.
- 1983년 3월 10일 : 간이 위탁화.
- 1987년 4월 1일 : 일본국유철도 분할 민영화에 의해, 동일본 여객철도가 승계.
- 2011년 3월 11일 : 동일본 대지진에 의한 지진 해일로 역사가 유실됨.
- 2013년
  - 3월 2일 : BRT에 의한 가 복구. 역은 현도 상에 이설.
  - 9월 28일 : 버스 전용 도로 연장에 의해, BRT 용 역사를 구 역사 위치부터 약 80m 오토모 역 근처로 정비해 이설.
- 2020년 4월 1일 : 게센누마 역 - 사카리 역 간의 철도 사업 폐지로 인해 철도역으로는 폐역됨.

## 인접 역
| 동일본 여객철도 오후나토 선      | 동일본 여객철도 오후나토 선 | 동일본 여객철도 오후나토 선 |
| -------------------------------- | --------------------------- | --------------------------- |
| 오토모 이치노세키 방면           | ■ 본선 철도 운용시          | 시모후나토 사카리 방면      |
| 고이시카이간구치 이치노세키 방면 | ■ BRT 구간 (사카리 방면)    | 시모후나토 사카리 방면      |